# 井上研三
井上 研三（いのうえ けんぞう、1947年 - ）は、日本の理論物理学者。専門は素粒子物理学。

## 経歴
福岡県に生まれる。1966年福岡県立修猷館高等学校を経て、1971年九州大学理学部物理学科を卒業。
1976年九州大学理学博士。1978年九州大学理学部助手となり。1990年東北大学理学部助教授、1992年京都大学基礎物理学研究所教授を経て、1996年九州大学理学部教授に就任。2000年同大学院理学研究院教授に就任。2012年退官、九州大学名誉教授。
1999年第45回仁科記念賞受賞。受賞業績研究は「超対称標準理論における電弱対称性の量子的破れ」。